# Nord-Süd-Position (Kampfsport)

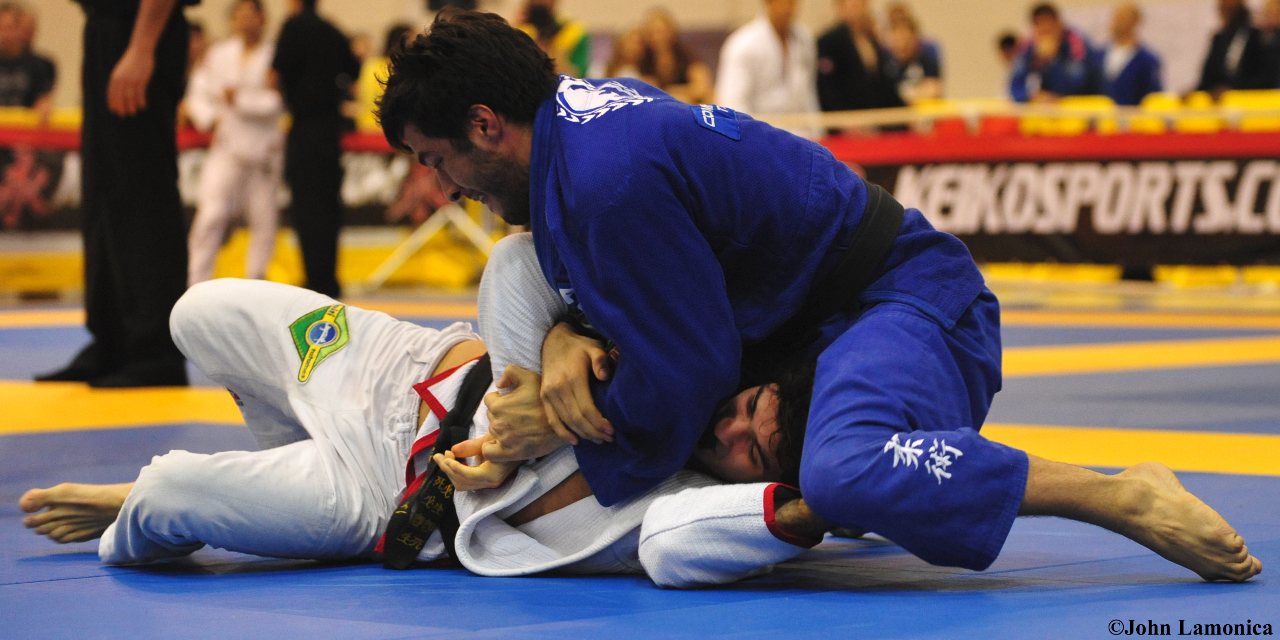
Ein BJJ-Kämpfer etabliert die North-South-Position in einem Turnier

Im Grappling ist die Nord-Süd-Position (auch bekannt unter ihrem englischen Namen North South Position) eine dominante Position, in welcher ein Kämpfer auf dem Rücken liegt, wobei der andere Kämpfer umgekehrt auf der Oberseite liegend liegt, normalerweise mit dem Kopf über der Brust des unteren Kämpfers. Der obere Kämpfer kann aus dieser Position Submission Holds etablieren oder zu anderen Positionen wechseln.
Technisch betrachtet, ist die Position stark mit der Side Control verwandt. Der Unterschied besteht lediglich darin, dass die Side Control seitlich und die Nord-Süd-Position vom Kopf her ausgeführt wird.
Eine Aufgabetechnik, welche aus dieser Position etabliert werden kann und welche nach der Position benannt ist, ist der North-South-Choke.